# Тони Каскарино
Антъни „Тони“ Гай Каскарино (на английски: Anthony Guy Cascarino, роден на 1 септември 1962 г. в Сейнт Полс-Крей, Орпингтън, Кент, Англия) е бивш футболист, играл като нападател в различни британски и френски клубове, а също така и на международно ниво за Република Ирландия, с който излиза на Евро 1988 и две световни първенства през 1990 и 1994.
От момента на пенсионирането си като футболист, Каскарино се представя като радио- и телевизионен водещ, а също така и автор за списание Times. Той е победител в телвизионно риалити шоу.

## Автобиография
Каскарино публикува автобиографията си през 2000, на Пълно работно време: Тайният живот на Tony Cascarino Full Time: The Secret Life of Tony Cascarino,, който има огромен успех.
В книгата Каскарино подробно описва любовта си към хазарта, особено към всички форми на покер, и се оказва, че кариерата му е белязана от парализираща несигурност в себе си, която той формулира като „малкият глас“. Каскарино има двама сина, Майкъл и Теди (който е кръстен на бившия му партньор в атаката на Милуол Теди Шерингам).
В автобиографията си също така съобщава, че по време на престоя си в Марсилия, той и много други от клуба на играчите са третирани от личния лекар на президента на клуба Бернар Тапи с неизвестно вещество и че "то определено правеше разликата: аз се чувствах по-рязък, по-енергичен, по-озлобен за топката". 

## Отличия
Милуол
- Втора английска дивизия (1): 1987-88

Марсилия
- Лига 2 (1): 1994-95

Нанси
- Лига 2 (1): 1997-98